# Shuntarō Hida
Shuntarō Hida (肥田 舜太郎, Hida Shuntarō), né le 1er janvier 1917 à Hiroshima et mort le 20 mars 2017 dans l'arrondissement d'Urawa à Saitama, est un médecin japonais qui fut témoin indirect de deux catastrophes nucléaires touchant son pays : le bombardement atomique d'Hiroshima et l'accident nucléaire de Fukushima. Il soigna les victimes de ces deux désastres.

## Biographie
Il naît à Hiroshima, descendant d’une vieille famille du département de Gifu. Il commence des études de médecine, ce qui lui vaut d'être incorporé en 1942 dans l'armée en tant qu'étudiant en médecine militaire. En 1944, âgé de 27 ans, il est affecté à l’hôpital militaire d’Hiroshima. Le 6 août 1945, il échappe miraculeusement au premier bombardement atomique de l'histoire, car il a été appelé la veille en urgence à aller soigner un petit garçon à Hesaka, un village situé à 7 kilomètres d'Hiroshima et qui fut abrité de l'explosion atomique de Little Boy grâce au relief. Au cinéaste Marc Petitjean, il confia: « Il y eut un éclair fulgurant, puis, le toit a été balayé et je me suis senti voler à travers la maison. J’ai vu le plafond s’ouvrir sous mes yeux et j’ai été propulsé contre le mur. »
Il fait partie des premiers à arriver à Hiroshima et à tenter de secourir les survivants du bombardement atomique. Mais il se retrouve impuissant face à la désolation,et au mal alors inconnu qui ronge les survivants. En 1948, il s'inscrit au Parti communiste japonais,  et devient un ardent militant du désarmement nucléaire. Il dénonce le sort des survivants du bombardement atomique, appelés Hibakushas, doublement abandonnés par les États-Unis qui n'assumeront jamais leur acte, et par la société japonaise qui les discrimine. Il se dévoue à soigner les plus démunis, à être à l'écoute des victimes et à défendre les droits des Hibakushas.
En 2011, il utilise son expérience pour aider les victimes de l'accident nucléaire de Fukushima. « Je me prépare à voir dans quelques années l’apparition de maladies comme à Hiroshima et à Nagasaki. C’est insensé de dire qu’il ne faut pas s’inquiéter. Pour certains irradiés à Hiroshima, les symptômes sont apparus dix ans, vingt ans après le bombardement, alors que l’on pensait que la page avait été tournée. »
Il meurt centenaire le 20 mars 2017 d'une pneumonie.

## Publications
- Shuntarō Hida, Little boy : Récit des jours d'Hiroshima, Quintette, 1984 (ISBN 978-2-86850-001-4)